# Khatirê
Khatirê ou Khakherourê (Rê apparaîtra) est le troisième ou le septième roi de la XIVe dynastie. Il est mentionné par le canon royal de Turin 8.2.
Il règne un an avec pour capitale Avaris.